# Sabacon bryantii
Sabacon bryantii is een hooiwagen uit de familie Sabaconidae.